# Regionaal natuurpark van de Ardennen
Het Regionaal natuurpark van de Ardennen (Parc naturel régional des Ardennes) is een Frans regionaal natuurpark in de Ardennen. De oprichting van het ca. 117.000 hectare grote park in het Franse deel van de Ardennen vond plaats in 2011. Het bestaat uit heuvelachtige eiken-beukenbossen zoals de staatsbossen van Croix-Scaille, Hazelles en Château-Regnault en de ingesleten valleien van de Maas en de Semoy met rotsformaties zoals Roc la Tour en Les Dames de Meuse en meanders zoals Monthermé. Dieren die er leven zijn onder andere bever, zwarte ooievaar en oehoe.
Een groot deel van het park is Europees beschermd als Natura 2000-gebied genaamd 'Plateau ardennais'. Het gebied grenst aan de Belgische parken Natuurpark Viroin-Hermeton en Nationaal Park L'Entre-Sambre-et-Meuse in het westen en Natuurpark Zuidelijke Ardennen en Nationaal Park Vallée de la Semois in het oosten.